# زويا رودنوفا
زويا رودنوفا (19 أغسطس 1946 - 12 آذار 2014)، لاعبة كرة طاولة دولية سابقة من الاتحاد السوفيتي.
من عام 1964 حتى 1976، فازت بعدّة ميداليات في منافسات الفردي والزوجي والفرق في بطولات أوروبا لكرة الطاولة وفي بطولة العالم لكرة الطاولة. كانت بطلة أوروبا مرتين في الفردي للسيدات، وبطلة أوروبا ثلاث مرات مع فريق الاتحاد السوفيتي، ومرة واحدة في بطولة الزوجي وأربع مرات في بطولة الزوجي المختلط. كانت زويا أول امرأة تصبح بطلة أوروبّية تفوز بكل الميداليات الأربعة المحتملة (لفردي، الفرق، الزوجي، الزوجي المختلط) عام 1970 على الإطلاق، وهذا إنجاز لم يتكرر إلا مرّة واحدة منذ ذلك الحين.
كانت زويا عضو في فريق الاتحاد السوفيتي للسيدات الذي فاز بالميدالية الذهبية في بطولات العالم 1969 التي كانت المرّة الوحيدة التي فاز فيها الاتحاد السوفيتي أو روسيا بالميدالية الذهبية كفريق (كان لديها أيضاً ميدالية فضية للفرق من بطولة العالم عام 1967). كما حصلت على إحدى ميداليتين ذهبيتين فقط خارج البطولة العالمية في كرة الطاولة التي فاز بها الاتحاد السوفيتي وهي زوجي السيدات مع سفيتلانا غرينترغ عام 1969. فازت زويا أيضاً بأربعة ألقاب في بطولة الإنجليزية المفتوحة لكرة الطاولة.
توفيت زويا في 12 مارس 2014 عن عمر 67.